# Cryptocarya louvelii
Cryptocarya louvelii är en lagerväxtart som beskrevs av Paul Auguste Danguy. Cryptocarya louvelii ingår i släktet Cryptocarya och familjen lagerväxter. Inga underarter finns listade i Catalogue of Life.